# 空焚き
空焚き（からだき、からたき）とは、鍋や釜などの容器に液体（水など）を入れずに火にかけられている状態、もしくは加熱されている状態を言う。空炊きとも書く。

## 概要
故障や火災の原因のひとつである。容器内の液体がなくなることによって容器本体が過熱し、可燃物、最悪の場合は難燃物にも引火し火災となりうる。
水は1気圧においては沸点が摂氏100度であるため、完全に沸騰して容器内の水が失われない限り、大火力でも100度弱から容器の温度は上がらず、また水分子の特殊な性質により気化熱も大きいため、冷却する素材としては最適なものである。よくある紙コップに水を入れて直接加熱する実験を思い浮かべるとわかりやすい。

## 起こり得る可能性

### 一般家庭などでの空焚き
料理時などの鍋等は、水がある状態では引火点まで上がらず火災にならないが、一度なくなれば冷却出来なくなるため、水に漬かっていた物の温度が引火点まで加熱されて点火源があれば引火するし、さらに温度が上昇して発火点に達すれば点火源とは無関係に発火する。なお、鍋の空焚きが原因になった大規模な火災としては、糸魚川大火が知られる。
水を使用する暖房機などで空焚きをしてもコンセントやコードが加熱されたことによる被覆損傷、漏電火災や発火による火災の原因となる。このため電気ケトルなどでは熱や過電流などで空焚きを検知した場合、ヒューズなどで通電を遮断して本体を冷却するようにされていることが多い。

#### 他の被害
このとき慌てて水などを投入すると激しく蒸発し、高温の水蒸気や熱湯が飛び散り最悪の場合大火傷を負う危険性があるため十分注意しなければならない(過度に加熱されている面に水が触れると、ライデンフロスト効果により水が蒸気で押し上げられるため)。取っ手やコンロ周りの器具類なども加熱されている危険性があるため注意である。また、土鍋やガラスであれば割れるなどして加熱された破片などで火傷や切り傷を負ったりする。
圧力鍋の場合では、蒸発しきって過度に圧力が高まっている可能性が極めて高いため破裂する危険性もある(注意書きがある場合が多い)。

### ボイラーでの空焚き
ボイラーでの空焚きを行うと火災はもちろんの事、機器そのものの故障や損傷を生ずることがある。実際に空焚きによって蒸気機関車等で、ボイラー破損、配管破、機関車破裂の事例がある。例を挙げると、JR東日本のD51 498が空焚きが原因で修理9ヵ月の事態になった事がある。こうした事態を避けるために、可溶栓という栓が取り付けられていて、異常事態を知らせるようになっていることがある。

### 原子炉での空焚き
原子炉などで冷却材を喪失すると空焚き状態になり、核燃料が自らの発する反応熱に耐え切れず損傷し、その結果炉心溶融し、大量の放射性物質が放出される危険性がある。2011年3月11日の福島第一原子力発電所事故では何回か空焚き事象があり、炉心溶融した。また、1979年3月28日のスリーマイル島原子力発電所事故では炉心の3分の2が空焚き状態となることにより、これも燃料が溶け出ている。

## 空焚きの必要性
あえて空焚きを行う場合もある。例えば、新品の鍋などを使う場合に軽く空焚きをして、塗料などを飛ばす処置をすることがある。また、中華鍋など、コーティングをしていない鍋などは、錆を防ぐ措置として、空焚きをして乾燥させる措置を行いサラダ油などを塗りこむ作業をしなければならない。また、ガスコンロに付属するグリルを初めて使用する時は、所定の方法で空焚きして内部の油を燃やしてしまうよう、その取扱説明書に指示がある場合もある。
この他、ドラム缶を他の用途に用いる際は、あらかじめ空焼きして、内部に残る油分、外部の塗料を焼きはがす。
なお、当然ながらいずれの場合も、空焚きを限度を超えてやり過ぎると、火災の原因となりうる。